# 徐之範
徐 之範（じょ しはん、天監6年（507年）- 開皇4年4月26日（584年6月10日））は、中国の南北朝時代の医師・官僚。字は孝規。本貫は東莞郡姑幕県。

## 経歴
南朝斉の蘭陵郡太守の徐雄（徐文伯の子）の子として生まれた。はじめ南朝梁の南康嗣王蕭会理の下で府参軍事をつとめた。劉孝勝が武陵王蕭紀の下で長史となると、之範は外兵参軍として召し出された。ほどなく録事参軍に転じた。劉孝勝兄弟が蕭紀に従って蜀に入ると、之範もこれに従った。広漢郡太守をつとめ、持節・梁州刺史に転じ、郫県開国侯に封じられた。
兄の徐之才を頼って北斉に入った。天保9年（558年）、寧朔将軍・尚薬典御に任じられた。河清2年（563年）、尚薬典御のまま散騎侍郎に転じた。天統2年（566年）、輔国将軍・諫議大夫に転じた。天統3年（567年）、通直散騎常侍の位を受けた。天統4年（568年）、翊軍将軍・太中大夫となった。天統5年（569年）、散騎常侍の位を受けた。この年のうちに仮の儀同三司となった。
武平元年（570年）、儀同三司・征西将軍に転じた。武平2年（571年）、開府儀同三司の位を受けた。武平3年（572年）、太常卿に任じられ、西陽王に封じられた。武平4年（573年）、侍中となった。この年、之範は後主の命により蘭陵王高長恭を毒殺した。建徳6年（577年）、北周により使持節・儀同大将軍に任じられた。
開皇4年（584年）4月26日、晋陽県の邸で死去した。享年は78。

## 妻子

### 妻
- 蘭陵蕭氏
- 扶風馬氏（西陽王妃）

### 子
- 徐敏信（済陰郡太守）
- 徐敏行（尚書駕部郎中）
- 徐敏璞（安定県令）
- 徐敏直（給事中）
- 徐敏智（太尉府墨曹参軍）
- 徐敏貞（給事中）
- 徐敏鑑
- 徐敏廉（通直散騎侍郎）
- 徐敏恭（著作佐郎）
- 徐敏寛
- 徐敏恵
- 徐敏通

## 伝記資料
- 『北斉書』巻33 列伝第25
- 『北史』巻90 列伝第78
- 隋故儀同西陽王徐之範墓銘（徐之範墓誌）